# All Saints (serie televisiva)
All Saints è una serie televisiva australiana, di genere medical drama, andata in onda su Seven Network dal 1998 al 2009, per un totale di 12 stagioni.
Ambientata nell'immaginario All Saints Western General Hospital di Sydney, la serie segue le vicende del Reparto 17 fino alla sua chiusura nel 2004, per poi seguire le vicende del personale del Pronto Soccorso.

## Trama
Vengono raccontate le vicende personali e lavorative del personale del All Saints Western General Hospital, concentrandosi principalmente sullo staff del Reparto 17, gestito dalla suora compassionevole Terri Sullivan. Lo staff include gli infermieri Connor Costello, Von Ryan, Bronwyn Craig, Jared Levine e Stephanie Markham. Luke Forlano e Peter Morrison sono medici che lavorano con Terri e il suo staff. Ben Markham è l'addetto alle ambulanze che lavora a stretto contatto con Luke, nonostante la loro rivalità. Dal 2004 le vicende si sono concentrate sul Pronto Soccorso gestito dal Dr. Frank Campion.

## Personaggi e interpreti

### Principali
- Von Ryan (stagioni 1-12), interpretata da Judith McGrath
- Terri Sullivan (stagioni 1-8), interpretata da Georgie Parker
- Connor Costello (stagioni 1-4), interpretato da Jeremy Cumpston
- Jaz Hillerman (stagioni 1-2), interpretato da Sam Healy
- Luke Forlano (stagioni 1-7), interpretato da Martin Lynes
- Peter Morrison (stagioni 1-2), interpretato da Andrew McKaige
- Bronwyn Craig (stagioni 1-6), interpretata da Libby Tanner
- Jared Levine (stagioni 1-6, guest star stagione 8), interpretato da Ben Tari
- Stephanie Markham (stagioni 1-3, guest star stagione 4), interpretata da Kirrily White
- Ben Markham (ricorrente stagioni 1-2, stagioni 3-6), interpretato da Brian Vriends
- Mitch Stevens (stagioni 2-6), interpretato da Erik Thomson
- Regina Butcher (ricorrente stagioni 2-3, 5, stagioni 6-8), interpretata da Celia Ireland
- Scott Zinenko (stagioni 4-7), interpretato da Conrad Coleby
- Paula Morgan (ricorrente stagioni 4-5, stagioni 6-7), interpretata da Jenni Baird
- Nelson Curtis (ricorrente stagioni 4-5, stagioni 6-9), interpretato da Paul Tassone
- Charlotte Beaumont (stagioni 5-12), interpretata da Tammy Macintosh
- Vincent Hughes (stagioni 6-10), interpretato da Christopher Gabardi
- Frank Campion (stagioni 7-12), interpretato da John Howard
- Jack Quade (stagioni 7-11), interpretato da Wil Traval
- Jessica Singelton (stagioni 7-9), interpretata da Natalie Saleeba
- Cate McMasters (stagioni 7-10, guest star stagione 11), interpretata da Alexandra Davies
- Dan Goldman (stagioni 7-11), interpretato da Mark Priestley
- Sean Everleigh (stagioni 8-10), interpretato da Chris Vance
- Bartholomew West (stagioni 9-12), interpretato da Andrew Supanz
- Erica Templeton (stagioni 9-11), interpretata da Jolene Anderson
- Mike Vlasek (guest star stagione 9, stagioni 10-12), interpretato da John Waters
- Gabrielle Jaegar (stagione 9-12), interpretata da Virginia Gay
- Zoe Gallagher (guest star stagione 9, stagioni 10-11), interpretata da Allison Cratchley
- Steve Taylor (guest star stagione 10, stagioni 11-12), interpretato da Jack Campbell
- Adam Rossi (stagioni 11-12), interpretato da Kip Gamblin
- Claire Anderson (stagioni 11-12), interpretata da Ella Scott Lynch
- Amy Fielding (guest star stagione 11, stagione 12), interpretata da Alix Bidstrup
- Jo Mathieson (stagione 12), interpretata da Mirrah Foulkes

### Secondari
Belinda Emmett ha interpretato il ruolo ricorrente di Jodi Horner nella terza e quarta stagione. Natasha Beaumont è stata Rebecca Green dalla quarta alla sesta stagione. Peter Phelps ha interpretato Doug Spencer dall'ottava alla decima stagione. John Noble ha avuto il ruolo ricorrente del Dr. John Madsen dal 1998 al 2004. Molti attori, divenuti in seguito celebri, sono apparsi nella serie, tra loro Eric Bana, Jason Clarke, Mia Wasikowska, Jai Courtney, Eliza Taylor, Grant Bowler, Andy Whitfield, Manu Bennett, Callan Mulvey, Sam Reid, Sarah Snook, Murray Bartlett, Luke Hemsworth e molti altri.

## Episodi
| Stagione            | Episodi | Prima TV Australia | Prima TV Italia |
| ------------------- | ------- | ------------------ | --------------- |
| Prima stagione      | 41      | 1998               |                 |
| Seconda stagione    | 43      | 1999               |                 |
| Terza stagione      | 41      | 2000               |                 |
| Quarta stagione     | 43      | 2001               |                 |
| Quinta stagione     | 43      | 2002               |                 |
| Sesta stagione      | 43      | 2003               |                 |
| Settima stagione    | 40      | 2004               |                 |
| Ottava stagione     | 41      | 2005               |                 |
| Nona stagione       | 40      | 2006               |                 |
| Decima stagione     | 41      | 2007               |                 |
| Undicesima stagione | 40      | 2008               |                 |
| Dodicesima stagione | 37      | 2009               |                 |

## Produzione

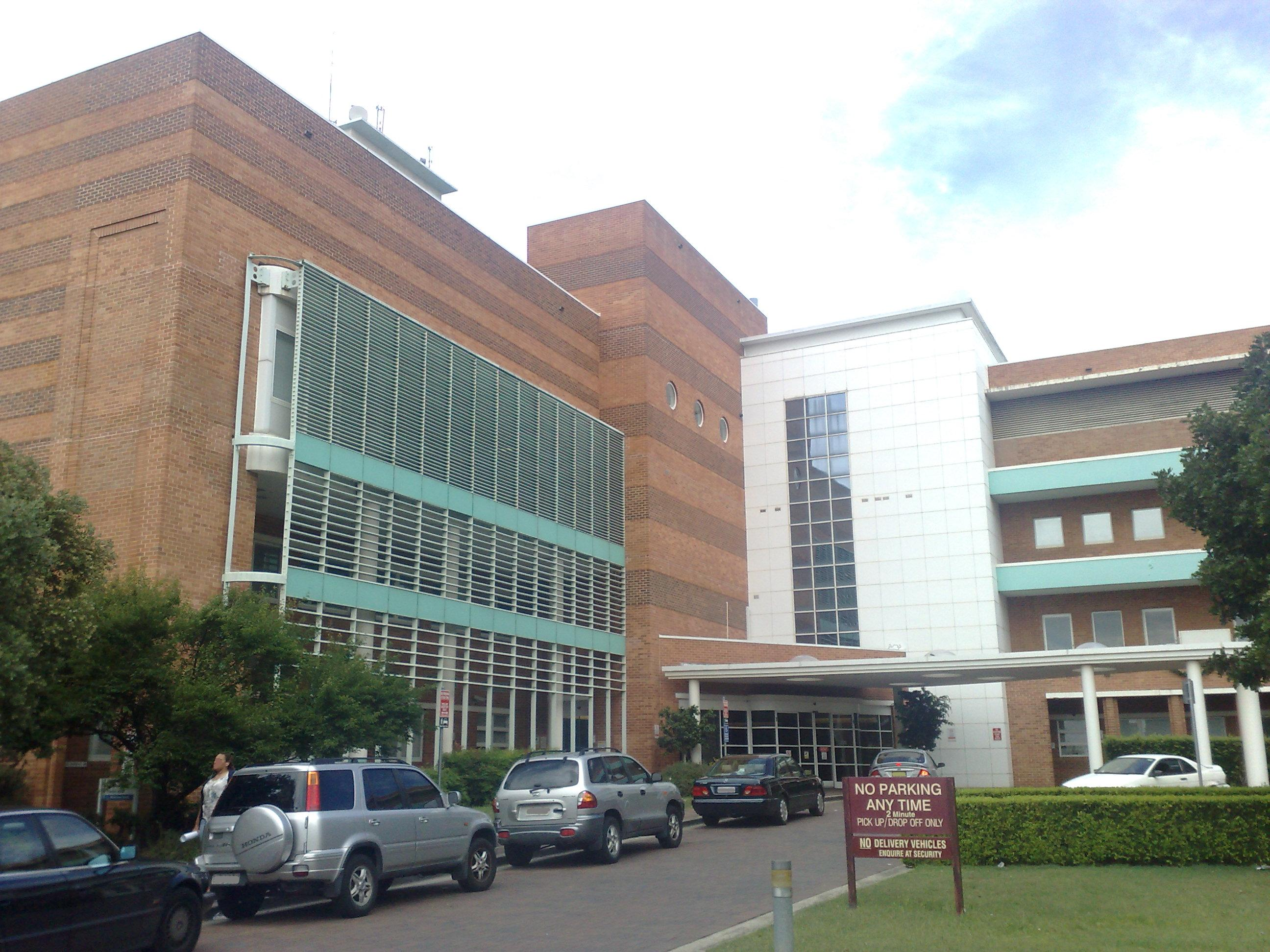
Il Concord Repatriation General Hospital di Sydney.

Le riprese dell'alto sono state girate al Concord Repatriation General Hospital. Anche il Ku-ring-gai Hospital di Hornsby è stato utilizzato alcune riprese esterne e gli interni, come ad esempio le sale operatorie. In seguito ad un calo di ascolti dopo la morte del dr. Mitch Sevens, interpretato da Erik Thomson, nel 2004 il produttore John Holmes ha dichiarato che alla serie sarebbero stati apportati dei cambiamenti con l'introduzione di nuovi personaggi, spostando le vicende nel Pronto Soccorso. Come conseguenza ai vari cambiamenti, diversi membri del cast hanno deciso di lasciare la serie, tra cui Jenni Baird, Martin Lynes, Fletcher Humphrys e Henry Nixon. John Howard ha firmato un contratto di tre anni e si è unito al cast interpretando il capo del Pronto Soccorso Frank Campion. Altri volti nuovi inclusi Wil Traval, nel ruolo del dottor Jack Quade, e Adrienne Pickering, nei panni dell'infermiera Sophia Beaumont. 
Nel 2009 vi è stato un nuovo tentativo di "ringiovanire" la serie con l'introduzione di un nuovo staff medico specializzato in salvataggi difficili con l'utilizzo dell'elicottero e mezzi in grado di arrivare dove le ambulanze non sarebbero riuscite. Con l'introduzione del nuovo reparto la serie è stata ribattezzata All Saints: Medical Response Unit. Mirrah Foulkes si è unita al cast della dodicesima stagione nel ruolo del paramedico Jo Mathieson del Medical Response Unit. 
A causa dei costi elevati di produzione, nel luglio 2009 Tim Worner, direttore della programmazione di Seven Network, ha annunciato la cancellazione della serie. Le riprese dell'ultimo episodio sono state effettuate il 26 agosto 2009.

## Premi e riconoscimenti
La serie ha ottenuto numerose candidature a premi come AFI Awards, Logie Awards e Australian Writers' Guild, vincendo i seguenti premi:
- Logie Awards
  - 2001 - Attrice più popolare a Georgie Parker
  - 2002 - Attrice più popolare a Libby Tanner
  - 2003 - Programma australiano più popolare
  - 2003 - Attrice più popolare a Libby Tanner
  - 2003 - Attore più popolare a Erik Thomson
- AFI Awards
  - 1999 - Miglior episodio di una serie drammatica (Head to Head)
  - 2000 - Miglior episodio di una serie drammatica (Valley of The Shadow)